# Cella campanaria

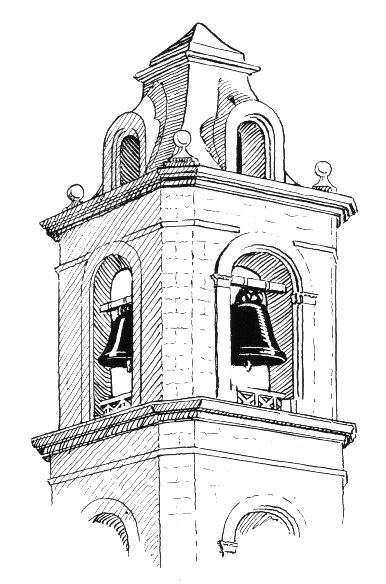
La cella campanaria di un campanile

Con cella campanaria s'intende di solito la parte del campanile o della torre civica dove alloggiano le campane.

## Cella campanaria senza campanile

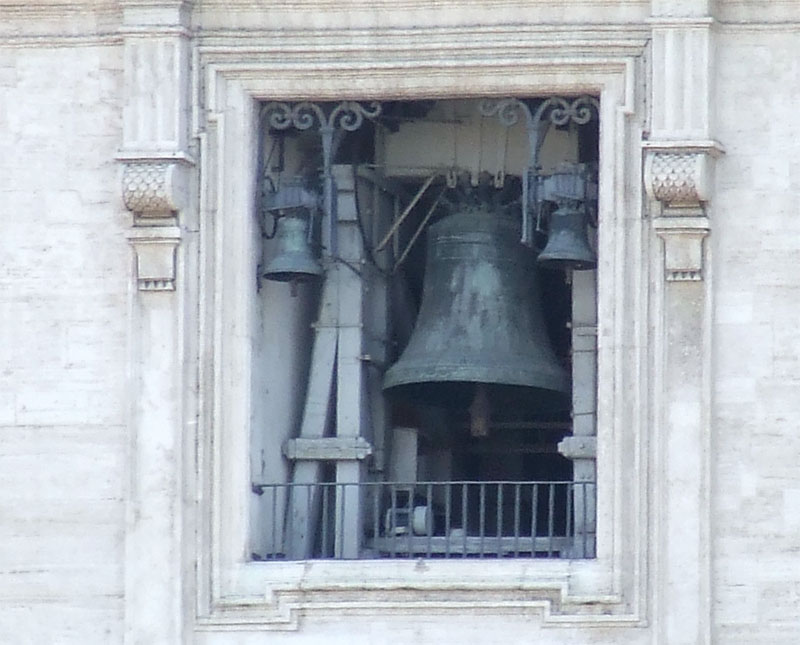
La cella campanaria della Basilica di San Pietro

In alcune chiese (come per esempio la basilica di San Pietro in Vaticano) non c'è campanile e le campane si trovano alloggiate in un apposito vano sulla facciata della chiesa stessa.

## Verifica di una cella campanaria esistente
La normativa delle strutture antisismiche ci aiuta a calcolare e verificare se una cella campanaria rimane in piedi e fino a che livello sismico resistere prima di giungere al collasso. Nella fattispecie bisogna realizzare un modello statico equivalente risolvendolo con i metodi della scienza delle costruzioni. Il modello più simile è quello di un telaio che si appoggia su 4 piedritti. Per l'esattezza è possibile pensare a 3 modelli:
1. Solaio infinitamente rigido incastrato ai piedritti;
2. Solaio non infinitamente rigido con incastri ai piedritti;
3. Solaio non infinitamente rigido collegato con 2 cerniere ai piedritti.

Tra i 3 schemi riportati sopra, il più corrispondente al comportamento nella realtà è il 2 tuttavia risolverlo risulta complicato poiché è difficile calcolare la rigidezza, quindi per avere dei risultati si considerano i modelli 1 e 3.
Quando considero l'azione sismica in una direzione, la distanza tra i piedritti ortogonali all'azione è indipendente, quindi si possono considerare i piedritti come accoppiati riportandomi il modello ad un portale, studiarlo come se così fosse verificandolo a pressoflessione ed a taglio.